# Partito Socialista (Romania)
Il Partito Socialista (in romeno Partidul Socialist, PS) è stato un partito politico rumeno.
Nato nel 1995 come scissione del Partito Socialista del Lavoro (PSM), partecipò alle elezioni parlamentari in Romania del 1996 e candidò il proprio leader Tudor Mohora alla presidenza della repubblica. Nel 2000 confluì nel Partito Social Democratico Romeno (1990-2001), che l'anno successivo si unì al Partito Social Democratico (PSD) di Ion Iliescu e Adrian Năstase.

## Storia
Il Fronte Democratico di Salvezza Nazionale (FDSN) del presidente della repubblica Ion Iliescu fu la prima forza politica alle elezioni parlamentari del 1992 e fu promotore della nascita del governo Văcăroiu, che ebbe il sostegno parlamentare persino dei nazionalisti populisti del Partito dell'Unità della Nazione Romena (PUNR) e del Partito Grande Romania (PRM), nonché dei postcomunisti del Partito Socialista del Lavoro (PSM). L'alleanza fra i quattro partiti (il cosiddetto "quadrilatero rosso") funzionò in maniera non ufficiale fino al 1995, quando tutte e quattro le forze si impegnarono a rispettare un accordo firmato il 25 gennaio presso il Palazzo di Elisabetta di Bucarest. I termini dell'accordo, tuttavia, non piacquero a larga parte della dirigenza del PSM, con il risultato di inasprire il conflitto interno sulla leadership e sull'orientamento del partito. Nel marzo 1995 un'ala del partito annunciò la scissione e la creazione del Partito Socialista (rumeno: Partidul Socialist) con a capo Tudor Mohora.
Il primo test elettorale per il nuovo partito furono le elezioni amministrative del 1996, alle quali il PS conquistò 43 sindaci, 44 consiglieri di distretto e 830 consiglieri comunali.
Alcuni mesi più tardi il PS riuscì addirittura a superare i risultati ottenuti dal PSM in occasione delle elezioni parlamentari in Romania del 1996, ma non raggiunse comunque la soglia di sbarramento elettorale, rimanendo fuori dal parlamento. Il Partito Socialista conseguì il 2,29% alla camera e il 2,26% al senato. Il leader del gruppo Tudor Mohora fu, inoltre, uno dei 16 candidati alla presidenza della repubblica e giunse al 7º posto.
Nel 2000 i successi del partito scemarono anche a livello locale. Alle elezioni amministrative il PS ottenne 19 sindaci, 11 consiglieri di distretto e 391 consiglieri comunali. Mentre il PSM cercò vanamente un'intesa volta a riunificare i due partiti, il 22 luglio 2000 il PS fu assorbito, invece, dal Partito Social Democratico Romeno (PSDR). In occasione delle elezioni parlamentari in Romania del 2000 il PSDR concorse in alleanza con il Partito della Democrazia Sociale di Romania di Iliescu nell'ambito della coalizione denominata Polo della Democrazia Sociale di Romania. Questa vinse le elezioni e diede vita al governo Năstase. Nel 2001 la fusione tra PDSR e PSDR portò alla nascita del Partito Social Democratico (PSD).

## Risultati elettorali
| Elezione          | Elezione | Voti    | %    | Seggi   |
| ----------------- | -------- | ------- | ---- | ------- |
| Parlamentari 1996 | Camera   | 280.364 | 2,29 | 0 / 343 |
| Parlamentari 1996 | Senato   | 277.104 | 2,26 | 0 / 119 |

| Elezione           | Elezione | Candidato    | Voti    | %    | Esito                |
| ------------------ | -------- | ------------ | ------- | ---- | -------------------- |
| Presidenziali 1996 | I turno  | Tudor Mohora | 160.387 | 1,27 | ❌ Non eletta/o (7º) |